# (138) Тулуза
(138) Тулуза (фр. Toulouse) — типичный каменистый астероид главного пояса, который был открыт 19 мая 1874 года французским астрономом Перротэном в Тулузской обсерватории и назван в честь французского города Тулуза, рядом с которым она находится.

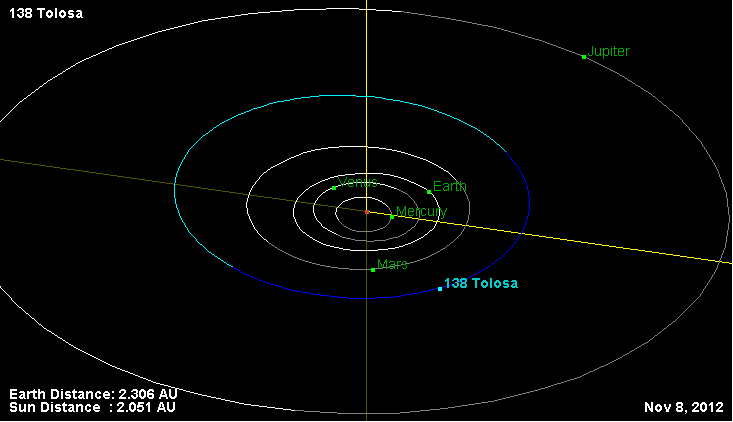
Орбита астероида Тулуза и его положение в Солнечной системе